# 瑞里風景區

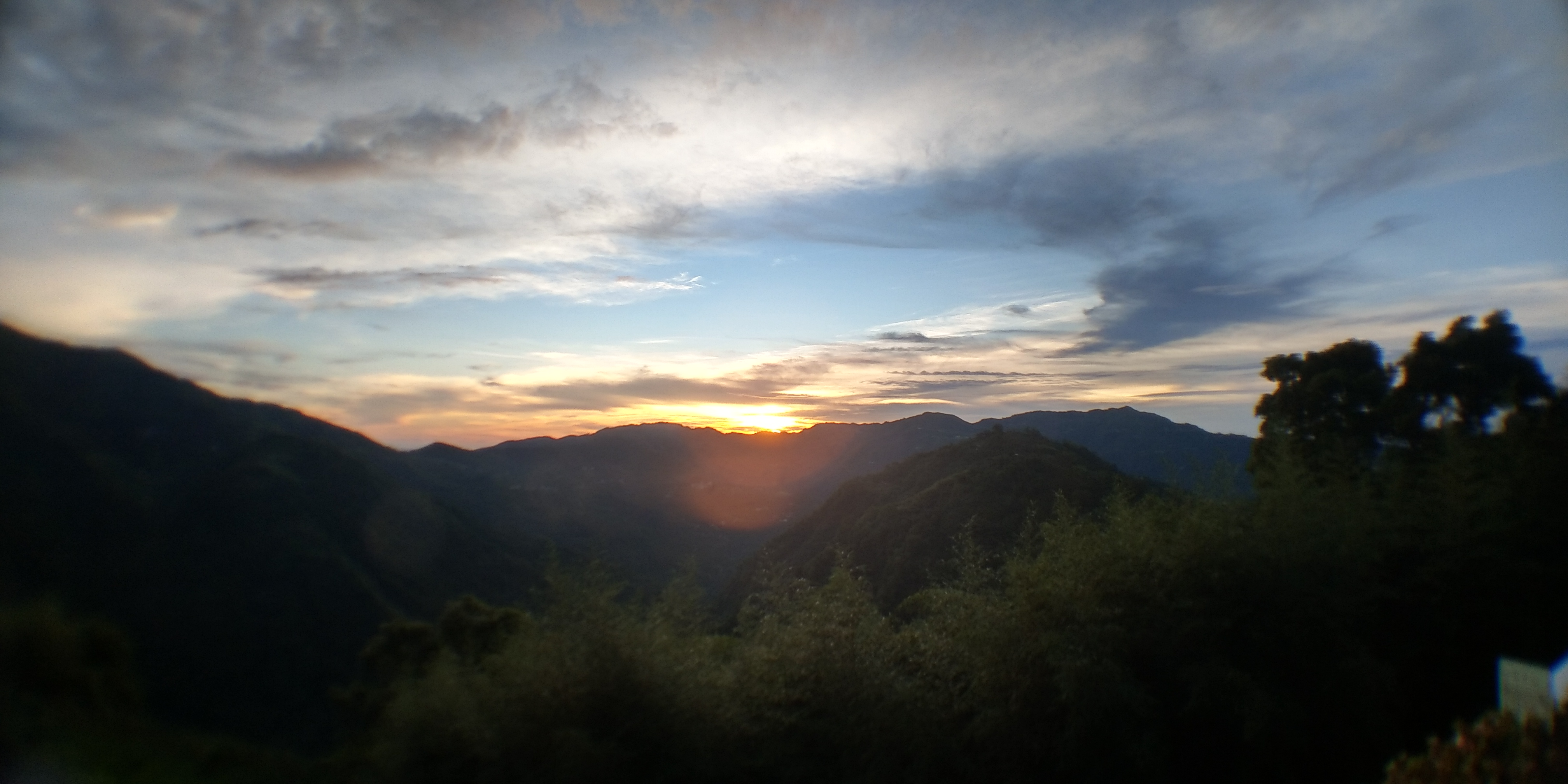

瑞里風景區位於臺灣嘉義縣梅山鄉瑞里村，西距阿里山森林鐵路交力坪車站約3公里，北臨瑞峰風景區，東北越過分水嶺後隔濁水溪支流清水溪與雲林縣草嶺風景區遙遙相望，東邊為太和風景區，以「瑞里八景」而聞名。2001年，與瑞峰風景區、太和風景區一併劃入新成立的阿里山國家風景區範圍內。
瑞里海拔約1000公尺，清水溪支流粗紙坑溪切割其間，形成三個縱切河谷的高地，為聚落分佈地點，分別稱為幼葉林、九芎林及柯子林，當地人稱為「三粒山」，盛產茶、竹筍、檳榔、愛玉、梅子、金針及板栗等農特產品。其中又以幼葉林人口最多，為瑞里村最大的聚落，國小、派出所、社區活動中心、農會分部等皆位於此處，有多家旅館及民宿。
瑞里的景點主要分佈在三條路線上：第一條是從瑞里到交力坪之間，包括雲潭瀑布、燕子崖、千年蝙蝠洞、青年嶺等景點；第二條在瑞里到奮起湖線上，包括回音谷、迷魂谷和回頭嶺等瑞太古道上的景點；第三條路線包括了石厝、猴群瀑布和綠色隧道等二處步道的景點。
瑞里風景區位居阿里山森林鐵路與草嶺風景區的要衝，曾於1970年代興起「交力坪－瑞里－草嶺健行活動」，逐漸成為溪阿縱走之外的另一中部熱門健行路線。自1982年起，更被列入救國團的青年活動項目。1999年的921大地震之後，因路況受創嚴重而停辦至今。

## 瑞里八景
- 雲潭瀑布
- 燕子崖
- 迷魂谷
- 青年嶺
- 迴音谷
- 百年源興宮
- 長山觀日樓
- 千年蝙蝠洞[4]。